# Missão Impossível 3
Missão Impossível 3 (em inglês:  Mission: Impossible III) é o terceiro filme baseado na série de televisão Impossible, lançado em 2006, e realizado por J.J. Abrams, com Tom Cruise retomando o personagem principal dos dois anteriores filmes, Ethan Hunt.
Teve sua première no Festival de Cinema de Tribeca em Nova Iorque em 26 de abril de 2006 e foi lançado para o público em 5 de maio de 2006.

## Sinopse
Totalmente rodado em flashback, o filme se inicia no seu final, quando Ethan Hunt (Tom Cruise) é interrogado por Owen Davian (Philip Seymour Hoffman). Ao passo de que Ethan não responde às perguntas, Davian atira em Julia (Michelle Monaghan), sua noiva.
O filme então volta no tempo para explicar o porquê destes acontecimentos, mais precisamente, na festa de noivado de Ethan e Julia. Agora, Ethan tem o cargo de treinador de novos agentes da IMF (Impossible Mission Force), não mais sendo espião. Durante a festa, Ethan recebe o chamado de John Musgrave (Billy Crudup), um dos chefes da IMF, que lhe informa que sua melhor pupila, Lindsey (Keri Russell), foi sequestrada por um traficante de armas, Davian. Ethan decide então voltar à ativa para salvar Lindsey, mesmo sem contar seu real trabalho à sua noiva.
A partir daí, desenvolve-se uma trama de ação, traição e descobertas importantes, onde Ethan, junto com seu fiel parceiro Luther (Ving Rhames) e mais dois agentes, Declan (Jonathan Rhys Meyers) e Zhen (Maggie Q), terá de, ao mesmo tempo, desbaratar a rede de tráfico montada por Davian e proteger sua amada, Julia, das garras do vilão, que usará não o físico, mas o sentimental e o psicológico do herói para deixá-lo de forma que não consiga parar esta máquina de crimes.

## Elenco
| Personagem       | Ator / Atriz           |
| ---------------- | ---------------------- |
| Ethan Hunt       | Tom Cruise             |
| Owen Davian      | Philip Seymour Hoffman |
| Luther Stickell  | Ving Rhames            |
| Theodore Brassel | Laurence Fishburne     |
| John Musgrave    | Billy Crudup           |
| Julia            | Michelle Monaghan      |
| Declan           | Jonathan Rhys Meyers   |
| Lindsey Farris   | Keri Russell           |
| Zhen             | Maggie Q               |
| Benji            | Simon Pegg             |
| Kevin            | Greg Grunberg          |

## Recepção
No site agregador de críticas Rotten Tomatoes, 71% das 224 avaliações dos críticos são positivas. O consenso diz: "Em ritmo acelerado, com acrobacias de arregalar os olhos e efeitos especiais (...) oferece tudo o que um fã de ação poderia pedir. Um filme de verão emocionante".